# Needham Market
Needham Market – miasto i civil parish w Wielkiej Brytanii, w Anglii, w hrabstwie Suffolk, w dystrykcie Mid Suffolk. W 2011 civil parish liczyła 4528 mieszkańców. 
W tym mieście ma swą siedzibę klub piłkarski - Needham Market F.C.